# Machimus montanus
Machimus montanus là một loài ruồi trong họ Asilidae. Machimus montanus được Ricardo miêu tả năm 1919. Loài này phân bố ở miền Ấn Độ - Mã Lai.